# Bikine
Pour la rivière, voir Bikine (rivière).
Bikine (en russe : Бикин) est une ville du kraï de Khabarovsk, dans l’Extrême-Orient russe. Sa population s'élevait à 15 900 habitants en 2022.

## Géographie
Elle est située sur la rivière Bikin, un affluent de l’Oussouri, à 195 km (230 km par la route) au sud-ouest de Khabarovsk.

## Histoire
Bikine est fondée en 1885 sous le nom de Bikinskaïa et reçoit le statut de ville en 1938.

## Population
Recensements (*) ou estimations de la population:
| 1939   | 1959*  | 1970*  | 1979*  | 1989*  |
| ------ | ------ | ------ | ------ | ------ |
| 15 094 | 19 000 | 17 473 | 17 717 | 19 129 |

| 2002*  | 2010*  | 2012   | 2013   | 2014   |
| ------ | ------ | ------ | ------ | ------ |
| 19 641 | 17 156 | 16 929 | 16 571 | 16 508 |

| 2022   | - | - | - | - |
| ------ | - | - | - | - |
| 15 900 | - | - | - | - |